# Pramote Poom-urai
Pramote Poom-urai (en thaï : ปราโมทย์ พุ่มอุไร, né le 24 septembre 1989) est un athlète thaïlandais, spécialiste du saut en hauteur.
En mai 2012, il porte le record national à 2,26 m à Kanchanaburi.